# جون أوفرتون (قاضي)
جون أوفرتون (بالإنجليزية: John Overton)‏ هو قاضي أمريكي، ولد في 9 أبريل 1766 في مقاطعة لويزا في الولايات المتحدة، وتوفي في 12 أبريل 1833 في ناشفيل في الولايات المتحدة.